# Terremoto de las islas Kuriles
El Terremoto de las Islas Kuriles de 1963 se produjo a las 05:17 UTC, el 13 de octubre. El terremoto tuvo una magnitud de 8,5 y fue seguido por otro de 7,8 siete días más tarde. Ambos terremotos originaron un tsunami que se observó alrededor de la parte norte del Océano Pacífico.

## Ambiente tectónico
Las Islas Kuriles forman parte del Cinturón del Fuego del Pacífico formado por encima de la zona de subducción, donde la Placa del Pacífico está siendo subducida debajo de la Placa Euroasiática. Estas zonas han sido el escenario de muchos grandes terremotos.

## Daños
No se registraron daños mayores, ni tampoco heridos.

## Características
```
sub-eventos, cada uno de los cuales se interpreta para representar la ruptura de una aspereza a unos 50 km de longitud a lo largo de la interfaz de subducción.
```

### Tsunami
El tsunami provocado por el terremoto del 13 de octubre, provocó una ola de 4,5 metros a nivel local. El tsunami también se observó en Canadá, Japón, México, Hawái, Alaska, California y en muchas islas en todo el norte del Océano Pacífico. El tsunami asociado al evento del 20 de octubre fue mayor en el área local, con un máximo registrado de 15 metros en Urup, pero sólo se observó en la parte occidental del Pacífico norte.